# Nyem
Nyem est un village du Cameroun situé dans la région du Centre et le département du Mbam-et-Kim. Il fait partie de la commune de Yoko.

## Population
En 1966, le village comptait 198 habitants, principalement Baboute.
Lors du recensement de 2005, on y dénombrait 211 personnes.